# Bernbeuren
Bernbeuren est une commune de Bavière (Allemagne), située dans l'arrondissement de Weilheim-Schongau, dans le district de Haute-Bavière.

## Lieux et monuments
- Chapelle Saint-Michel de Kienberg, au lieu-dit Kienberg, protégée au titre de Baudenkmal. De style baroque, elle a été construite par Johann Georg Fischer (de) vers 1730.